# 王幼于
王幼于（1914年—2010年9月25日），汉族，浙江宁波人。中华人民共和国政治人物。

## 生平
1952年9月，加入中国民主促进会，1957年12月，加入中国共产党，历任中国青年出版社编辑、编辑室主任、副总编辑。1964年9月，代表中国青年出版社参加共青团中央机关党委党员代表大会。1979年8月，参加中国科普创作协会第一次代表大会，当选第一届理事会常务理事。1984年11月，参加中国科普创作协会第二次代表大会并当选荣誉会员。1983年4月，任中国青年出版社编审委员会成员，1987年11月担任编审。1989年12月退休，2010年9月25日逝世。